# Mstislav Rostropovič
Mstislav Leopoldovič Rostropovič, vzdevek »Slava«, (rusko: Мстисла́в Леопо́льдович Ростропо́вич, [rəstrʌ'pɔːvitç]), ruski violončelist in dirigent, * 27. marec 1927, Baku, Azerbajdžan, † 27. april 2007, Moskva, Rusija.
Rostropovič je obravnavan kot eden največjih violončelistov 20. stoletja.

## Življenjepis

### Mladost
Rostropovič je bil rojen v Bakuju, Azerbajdžan, tedaj delu Sovjetske zveze. Njegov oče Leopold je izhajal iz poljske aristokratske družine Rostropowicz, ki je živela v družinski palači v kraju Skotniki (Mazovijsko vojvodstvo). Njegova mati pa iz Ruske družine Fedotov.
Pri štirih letih ga je mati, nadarjena pianistka, pričela učiti igranja na klavir, pri desetih pa je pričel igrati violončelo. Sprva ga je učil njegov oče, ki je bil tudi čelist in učenec slavnega Pabla Casalsa.
Med letoma 1943 in 1948 je Mstislav študiral na Moskovskem glasbenem konservatoriju, kjer je leta 1956 tudi sam pričel s poučevanjem. Na Moskovski konservatorij se je vpisal s 16-imi leti, poleg violončela pa je študiral tudi klavir, dirigiranje in kompozicijo. Med njegovimi profesorji sta bila tudi Dmitrij Šostakovič in Sergej Prokofjev. Kot čelist je zaslovel leta 1945, ko je prejel zlato medaljo na prvem (v splošnem) tekmovanju mladih vilončelistov Sovjetske Zveze.

### Prvi koncerti
Rostropovič je na prvem samostojnem koncertu nastopil leta 1942. Zmagal je na mednarodnih tekmovanjih glasbenikov v Pragi in Budimpešti v letih 1947, 1949 in 1950. Leta 1950 (pri 23-ih) je prejel tedanje najvišje priznanje Sovjetske zveze, Stalinovo nagrado.  V tem času je bil Rostropovič že dobro znan v svoji domovini; medtem ko je aktivno deloval v smeri solistične kariere, pa je še poučeval na Leningrajskem (Sanktpeterburškem) konservatoriju in na Moskovskem konservatoriju. Leta 1955 se je v Bolšoj teatru oženil s sopranistko Galino Višnevsko.
Svojo mednarodno kariero je začel leta 1964 v Vzhodni Nemčiji (DDR). Od tega časa dalje se je podajal na številne glasbene turneje po zahodni Evropi, kjer je se je prvič srečeval s skladatelji (npr. Benjamin Britten) in izvajalci onstran železne zavese.
Leta 1967 je dirigiral opero Jevgenij Onjegin (Čajkovski) v Bolšoj teatru.
Med skladatelji, ki so Rostropoviči posvečali skladbe, so: Prokofjev, Britten, Bernstein, Šnitke, Hačaturjan in Piazzolla. Krstno je izvedel 117 skladb. Poznan je tudi po izjemnih interpretacijah Dvořákovega koncerta za violončelo in orkester v H molu, ter Haydnovih koncertov v C in D. Njegove pobude za nastanek novih skladb so občutno povečale repretoar novih čelistične glasbene literature, predvsem s strani Šostakoviča, Prokofjeva, Brittna, Lutoslawskega, Pendereckega, Messiaena in Dutilleuxa.

### Izgnanstvo
Rostropovič se je boril za umetnost brez meja, svobodo govora in demokratične vrednote, zaradi česa so se sovjetske oblasti začele vznemirjati. Zgodnji primer je se je dogodil leta 1948, ko je bil še študent na Moskovskem konservatoriju. V okviru dekreta (iz 10. februarja 1948) t. i. »formalističnim« skladateljem, je bil njegov menotr Dmitrij Šostakovič razrešen položaja profesorja v Leningradu in Moskvi; tedaj 21-letni Ristropovič je iz protesta izpisal iz šole.
Leta 1970 je Rostropovič nudil zatočišče Aleksandru Solženicinu, ki ni imel kam iti, v svojem domu. Zaradi prijateljstva s Solženicinom in njegove podpore disidentom je v začetki 1970. padel v javno nemilost, katere posledica je bila prepoved koncertiranja v inozemstvu, prav tako za njegovo ženo, sopranistko Galino Višnevsko, odrejena pa mu je bila koncertna turneja po majhnih krajih v Sibiriji.
Rostropovič je z ženo in otroki leta 1974 zapustil Sovjetsko zvezo in odtlej živel v ZDA. Izključili so ga iz številnih glasbenih ansamblov v domovini, leta 1978 pa je zaradi svojega javnega nasprotovanja sovjetski restrikciji kulturne svobode tudi izgubil sovjetsko državljanstvo.

### Nadaljnja kariera
Rostropovič je imel velik vpliv na mlajše generacije čelistov. Mnogi še danes priznavajo svoj dolg njegovemu vzgledu. Julian Lloyd Webber je v časniku The Independent izjavil: »nihče ni storil za čelo toliko kot on«.
Skupaj s sovjetskim skladateljem Kabalevskim je dokončal Koncert za violončelo in orkester Sergeja Prokofjeva (po skladateljevi smrti. Rostropovič je krstno izvedel oba Šostakovičeva koncerta. Koncert št. 1 je predstavil v Londonu in začel sodelovati z Brittnom. Britten mu je posvetil svojo Čelo sonato, tri Solo suite in Čelo-simfonijo, Rostropovič jih je krstno izvedel.
V letih od 1977 do 1994 je bil glasbeni direktor in dirigent Nacionalni simfonični orkester Združenih držav Amerike v Washingtonu, poleg tega pa je še koncertiral z nekaterimi najbolj znanimi izvajalci svojega časa (npr. Sviatoslav Richter in Vladimir Horowitz). Bil je tudi ustanovitelj in direktor glasbenih festivalov Rostropovič in Aldeburgh.
Njegov nastop med padcem Berlinskega zidu je bil prikazan v televizijskih programih po vsem svetu in mu še utrdil svetovno slavo. Rostropoviču so rusko državljanstvo povrnili leta 1990, čeprav je z družino že prejel ameriško državljanstvo.
Rostropovič je prejel številne mednarodne nagrade, vštevši priznanje francoska legija časti  in častne doktorate številnih svetovnih univerz. Kot UNESCOv ambasador je podpiral številne izobraževalne in kulturne projekte. Večkrat je nastopil tudi v Madridu in je bil bližnji prijatelj španske kraljice Sofije.
Rostropovič je z ženo Galino Višnjevsko ustanovil fundacijo, ki je spodbujala socialne projekte in aktivnosti. Zakonca sta osnovala program vakcinacije v Azerbajdžanu. Rostropovičev domači muzej je bil odprt 4. marca leta 2002 v Bakuju. Občasno sta državo tudi obiskala, v teh primerih je Rostropovič tudi predaval na mojstrskih tečajih na Azerbajdžanskem državnem konservatoriju.
Rostropovič je igral na Stradivarijevo čelo iz leta 1711 Duport Stradivarius, ki ga strokovnjaki ocenjujejo kot eno najboljših violončel vseh časov.

### Bolezen in smrt
Rostropovičevo zdravje se je poslabšalo leta 2006, v času, ko je časnik Chicago Tribune poročal govorice o nedoločeni kirurški operaciji v Ženevi in kasnejšem zdravljenju gastritisa. Ruski predsednik Vladimir Putin je obiskal Rostropoviča in se z njim dogovoril o podrobnostih praznovanja umetnikove 80-letnice, ki ga je Kremelj predvideval za 27. marca 2007. Rostropovič je prisostvoval na proslavi, vendar naj bi bil šibkega zdravja.
Čeprav je bil Rostropovičev zadnji dom v Parizu, je obdržal svoja stanovanja v Moskvi, Sankt Peterburgu, Londonu, Lausanni in Jordanvillu (Zvezna država New York). Rostropoviča so v pariško bolnišnico hospitalizirali konec januarja 2007, vendar se je odločil za odhod v Moskvo, kjer je bil pogosto zdravniško oskrbovan. 9. februarja 2007 je bil 79-letni Rostropovič sprejet v bolnišnico v Moskvi.
Nekrološko poročilo kot bolezen navaja raka na črevesju; 7. aprila je bil ponovno hospitaliziran na Blohinovem institutu za rakasta obolenja in 27. aprila umrl.
28. aprila je Rostropovič ležal v odprti krsti v Moskovskem konservatoriju, kjer je nekoč študiral in poučeval, nato pa so krsto odpeljali v Katedralo Kristusa Odrešenika v Moskvi. Na progrebni slovesnosti 29. aprila se je od njega poslovilo tisoče žalujočih, med njimi tudi predsednik Putin, španska kraljica Sofija, prva dama Francije Bernadette Chirac, azerbajdžanski predsednik Ilham Alijev, Naina Jelcin (vdova Borisa Jelcina), in druge osebnosti iz kulturnega in političnega sveta. Pokopan je bil na moskovskem pokopališču Novodeviči, na istem pokopališču kot njegov prijatelj Boris Jelcin štiri dni pred tem.

## Nagrade in priznanja
Rostropovič je prejel okrog 50 različnih nagrad, med njimi so:
- Nagrada Grammy za najboljšo izvedbo komorne glasbe
- Polar Music Prize, 1995
- M. Rostropovič & Rudolf Serkin, za Brahmsovo Sonato za violončelo in klavir v e molu, op. 38 in sonato v F, op. 99 (nagrada Grammy, 1984)
- Zlata medalja Kraljeve filharmonične družbe (1970)
- Častna nagrada republike Azerbajdžan
- Častni meščan mesta Vilnius, Litva (2000)
- Red zaslug za domovino prve stopnje, za »njegov neprecenljiv doprinos k razvoju svetovne glasbe in dolgoletno kreativno delo«, predsednik Vladimir Putin, 26. februar, 2007.